# Orobanche spectabilis
Orobanche spectabilis är en snyltrotsväxtart som beskrevs av Georges François Reuter. Orobanche spectabilis ingår i släktet snyltrötter, och familjen snyltrotsväxter. Inga underarter finns listade i Catalogue of Life.